# Timaios von Antiochia
Timaios (lat.: Timaeus) († 277) war Bischof von Antiochien als Nachfolger des Domnus I.
Timaios trat sein Amt im Jahr 273 an; über seine mit vier Jahren vergleichsweise kurze Amtszeit ist wenig bekannt. Sein Nachfolger wurde Kyrillos I.